# Eduard Krieger
Pour les articles homonymes, voir Krieger.
Eduard Krieger est un footballeur international autrichien né le 16 décembre 1946 à Vienne (Autriche) et mort le 20 décembre 2019 dans la même ville. Il évoluait au poste de milieu de terrain, principalement à l'Austria Vienne, au FC Bruges et au LASK Linz, ainsi qu'en équipe d'Autriche.

## Biographie

### En club
Eduard Krieger joue en Autriche, en Belgique, et aux Pays-Bas.
Il dispute un total de 357 matchs en première division, inscrivant 40 buts. Il inscrit sept buts en première division autrichienne lors de la saison 1980-1981, ce qui constitue sa meilleure performance.
Son palmarès est constitué d'un championnat d'Autriche, trois championnats de Belgique, deux Coupes d'Autriche, et enfin une Coupe de Belgique.
Au sein des compétitions européennes, il dispute 16 matchs en Coupe d'Europe des clubs champions (un but), 16 matchs en Coupe de l'UEFA (deux buts), et 10 en Coupe des coupes. Il est finaliste de la Coupe de l'UEFA en 1976 avec le FC Bruges, en étant battu par le club anglais de Liverpool. Il atteint ensuite avec cette même équipe la finale de la Coupe d'Europe des clubs champions en 1978, en étant une nouvelle fois battu par les Reds de Liverpool.

### En équipe nationale
Eduard Krieger reçoit 25 sélections en équipe d'Autriche entre 1970 et 1978, sans inscrire de but.
Il joue son premier match en équipe nationale le 8 avril 1970, en amical contre la Yougoslavie (score : 1-1 à Sarajevo).
Il participe avec la sélection autrichienne à la Coupe du monde 1978 organisée en Argentine. Il joue cinq matchs lors de ce mondial, avec pour bilan deux victoires et trois défaites.

## Palmarès
- Austria Vienne, Autriche
  - Champion d'Autriche en 1970
  - Vice-champion d'Autriche en 1972
  - Vainqueur de la Coupe d'Autriche en 1971 et 1974

- FC Bruges,  Belgique
  - Finaliste de la Coupe d'Europe des clubs champions en 1978
  - Finaliste de la Coupe de l'UEFA en 1976
  - Champion de Belgique en 1976, 1977 et 1978
  - Vainqueur de l'édition 1977 de la Coupe de Belgique.